# Rita Pavone
Rita Pavone (nascuda el 23 d'agost del 1945 a Torí) és una cantant i actriu italiana, especialment coneguda durant la dècada de 1960.
El 1965 enregistrà una cançó en català ("Ell") en un EP compartit amb tres altres intèrprets italians: Donatella Moretti, Gianni Morandi i Jimmy Fontana. L'any següent, 1966, publicà en solitari un EP íntegrament en català (Rita Catalana) amb quatre temes, entre els quals una versió de la cançó de la pel·lícula Mary Poppins "Supercalifragilístico-expialidocius".

## Obra

### Discografia[4]
A Itàlia
- Rita Pavone (1963, reeditat en CD l'any 2003).
- Non è facile avere 18 anni (1964).
- Il giornalino di Gianburrasca (1965).
- Stasera Rita (1965).
- È nata una stella (1966, compilació).
- Ci vuole poco (1967).
- Little Rita nel West (1968).
- Rita 70.
- Viaggio a Ritaland (1970).
- Gli Italiani vogliono cantare (1972).
- Rita ed io (1976).
- R.P. (1980).
- Gemma e le altre (1989).

Als Estats Units d'Amèrica
- Rita Pavone - The international teen age sensation (1964).
- Small Wonder (1964).
- This is Rita Pavone (1965).

Senzills editats per RCA
- "La Partita di Pallone /Amore Twist" (1963).
- "Come te non c'è nessuno/Clementine Cherie" (1963).
- "Alla mia età /Pel di carota".
- "Cuore/Il Ballo del Mattone" (1963).
- "Non è facile avere 18 anni / Son finite le vacanze" (1964).
- "Che m'importa del mondo /Datemi un martello" (1964).
- "Scrivi/ Ti vorrei parlare" (1964).
- "L'amore mio / San Francesco" (1964).
- "Viva la pappa col pomodoro /Sei la mamma" (1965).
- "Lui/La forza di lasciarti" (1965).
- "Il Plip /Supercalifragilispiespiralidoso" (1965).
- "Stasera con te /Solo tu" (1965).
- "Il geghegè / Qui ritornerà" (1965).
- "Fortissimo /La sai troppo lunga" (1966).
- "Mamma dammi la panna / Col chicco" (1966).
- "La zanzara / Perchè due non fa tre" (1966).
- "Dove non so / Gira Gira" (1966).
- "Rita Catalana /Només tu" (1966).
- "Una notte intera /Questo nostro amore" (1967).
- "I tre porcellini/Con un poco di zucchero" (1967).
- "Non dimenticar le mie parole/Da cosa nasce cosa" (1967).
- "Tu sei come / Ma che te ne fai" (1968).

### Filmografia (parcial)[5]
- 1963 Clementine chérie.
- 1965 Rita, la figlia americana.
- 1966 Rita la zanzara.
- 1967 Rita a l'oest (Little Rita nel west).
- 1967 Non stuzzicate la zanzara.
- 1968 La federmarescialla.
- 1976 Due sul pianerottolo.